# Kourganets-25
Le Kourganets-25 (en cyrillique: Курга́нец-25, appellation d'usine : Objet 693 et 695) désigne une famille de blindés chenillés russes comptant un véhicule de combat d'infanterie et un véhicule de transport de troupes, présentés au public pour la première fois lors du Défilé du Jour de la Victoire 2015.

## Historique

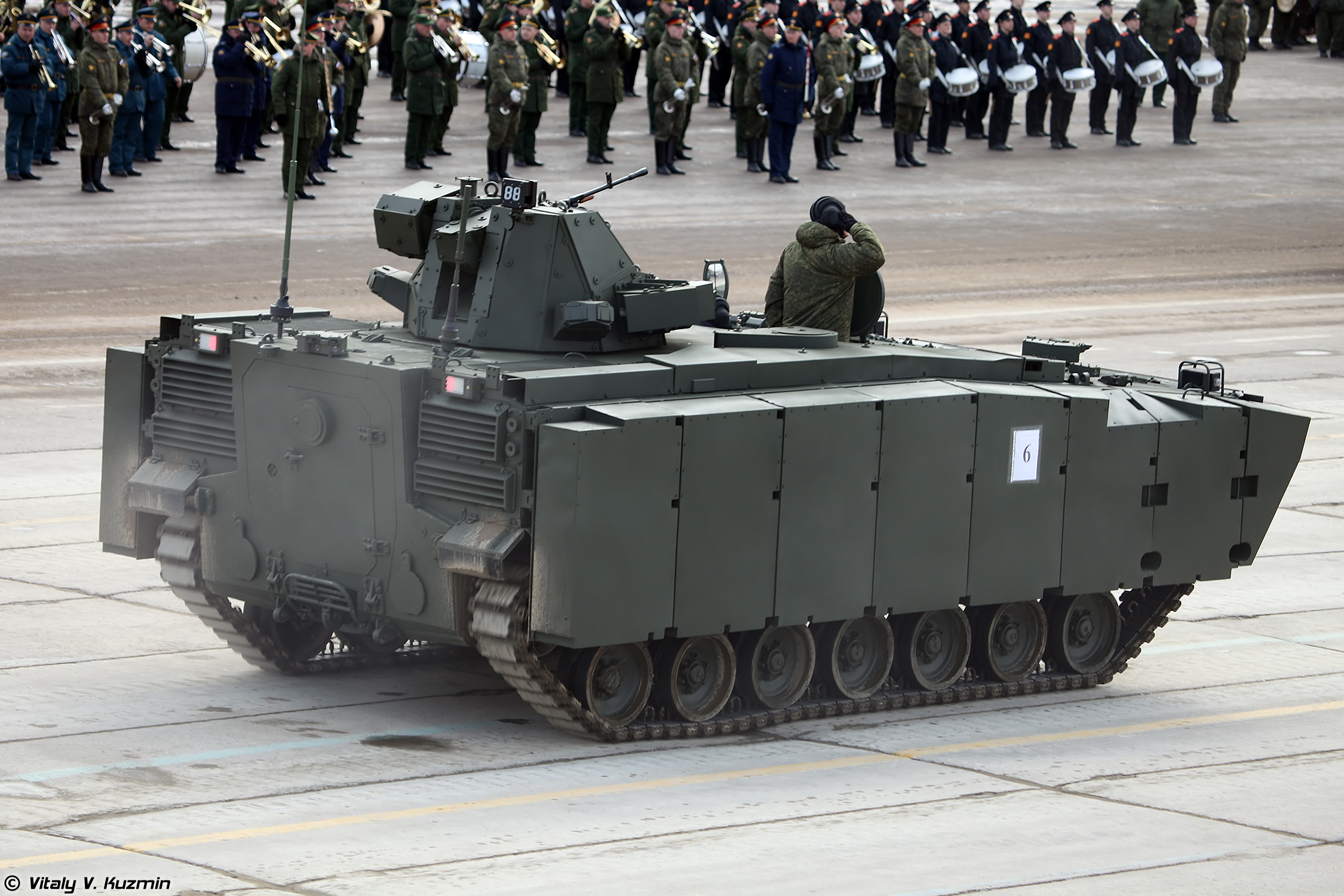
Vue 3/4 arrière d'un B-10, objet 693, la version transport de troupes, avec la porte d’accès et la tourelle emportant une mitrailleuse, en avril 2016.

Le Kourganets-25 est prévu pour remplacer les véhicules BMP et les MT-LB.
Le blindé T-15 Armata, le BMPT, le Kourganets-25 et le Boomerang (véhicule) sont préfigurés par le véhicule BTR-T développé lors de la Première guerre de Tchétchénie pour faire face aux attaques de lance-grenades RPG-7.
Cette plateforme semble la plus critiquée en interne parmi tous les projets de blindés. L’engin a servi de base pour le transporteur de troupes blindé B-10 et le blindé de combat d’infanterie B-11, deux véhicules sévèrement critiqués par les militaires en raison de leur gabarit trop imposant. Le développement d’une nouvelle version, plus ramassée, aurait dû commencer en 2017, mais aucune annonce n'a été faite en 2018. Le vice-ministre de la Défense chargé des achats, Iouri Borissov, a déclaré que ce développement ne commencerait pas avant 2021.

## Opérateur
- Russie – L'armée russe devait recevoir les premiers véhicules de combat d'infanterie  Kourganets-25 pour essai en 2019[3].